# George Palmer (imprenditore)
George Palmer (Long Sutton, 18 gennaio 1818 – Bucklebury, 19 agosto 1897) è stato un imprenditore, politico e filantropo inglese.
Fu uno dei fondatori del biscottificio Huntley & Palmers di Reading, in Inghilterra.

## Biografia
Palmer nacque a Long Sutton, nel Somerset, figlio primogenito di William Palmer e di sua moglie, Mary, figlia di William Isaac di Sturminster Newton, nel Dorset. Entrambi erano di famiglia quacchera. Sua moglie era prima cugina di Cyrus Clark e James Clark, che fondarono la nota industria scarpiera C. & J. Clark.
Suo padre morì nel 1826, e George studiò alla Sidcot School presso Weston-super-Mare, per poi iniziare un apprendistato presso suo zio, confettiere e mugnaio.
Nel 1850 sposò Elizabeth Sarah Meteyard nel 1850. La coppia ebbe sei figli e quattro figlie. Una di queste figlie, Emily, sposò il biologo evoluzionista Edward Bagnall Poulton, mentre la figlia Alice sposò il fisiologo Augustus Desire Wallace. Il figlio Walter venne poi nominato baronetto e fu padre di Gladys Milton Palmer, moglie di Bertram Brooke, erede al trono come raja del principato di Sarawak. Sua moglie Elizabeth morì nel 1894.

### Gli affari
Nel 1841, George Palmer entrò in affari con suo cugino Thomas Huntley dopo che il padre di questi, Joseph Huntley, fondatore di una ditta nel 1822, era stato costretto a ritirarsi dagli affari per ragioni di salute,  e Thomas non aveva il senso degli affari del genitore. L'azienda fu infine rinominata Huntley & Palmers.
Una delle innovazioni di Palmer nell'industria del  cugino fu l'introduzione delle scatole in latta per confezionare i biscotti: riuscì così ad offrire una distribuzione e una vendita più raffinate dei prodotti, e utilizzando  le ferrovie per la distribuzione poté servire ogni parte d'Inghilterra in tempi brevissimi. Inoltre, con il supporto dell'ingegnere William Exall, Palmer inventò una nuova macchina per la produzione dei biscotti su scala industriale.
Quando Thomas Huntley morì nel 1857, George Palmer entrò in società con i suoi due fratelli, William Isaac Palmer e Samuel Palmer. Gli affari lievitarono dalle 2.700 sterline annue nel 1841 a 125.000 sterline nel 1857. Nell'azienda si aggiunse poi suo figlio George William Palmer, e successivamente due altri figli di George e quattro dei suoi nipoti, figli di Samuel, entrarono nell'azienda di famiglia. All'epoca della morte di George Palmer, l'azienda fruttava alla famiglia 1.250.000 sterline all'anno, con una distribuzione di 23.000 tonnellate di biscotti all'anno. La compagnia divenne il più grande biscottificio del mondo.

### La politica
Oltre alla carriera negli affari, George Palmer si impegnò anche in politica. Fu membro del consiglio comunale della città di Reading dal 1850, divenendone sindaco nel 1857–58, e poi parlamentare di fede liberale per la medesima circoscrizione dal 1878 al 1885. Palmer concorse quindi nel 1885 per le nuove circoscrizioni di Newbury e Berkshire ma non venne rieletto. Suo figlio George William Palmer venne rieletto tra il 1892 ed il 1904 come parlamentare per Reading.
Era di sua proprietà la residenza di Marlston House a Bucklebury. Palmer donò 49 acri di terreno alla città di Reading, che lo trasformò nell'attuale Palmer Park.

## Il monumento

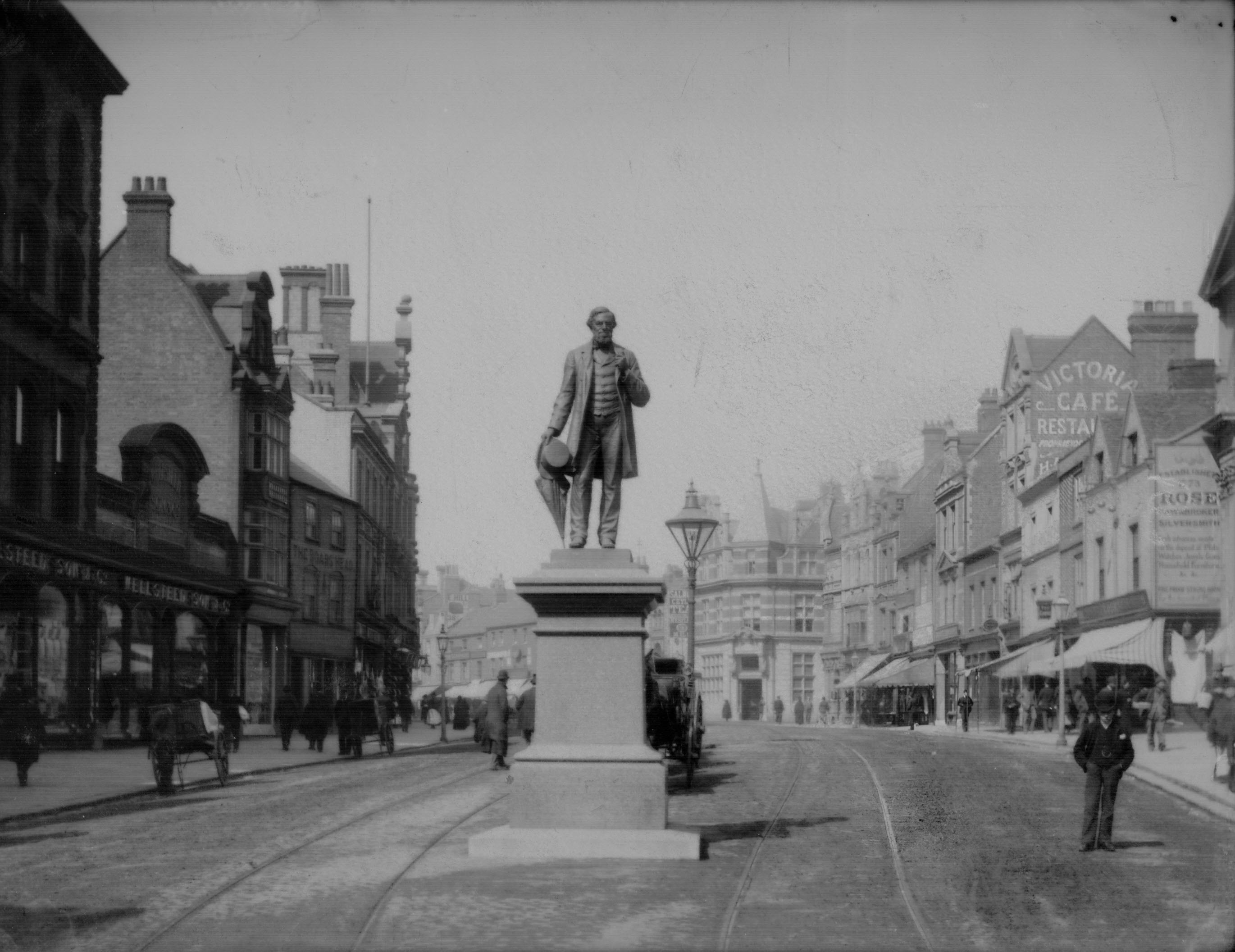
Il monumento a George Palmer al centro di Broad Street, Reading, c. 1890, in una foto di Henry Taunt

La città di Reading, in riconoscimento al bene compiuto a favore della città, decise di far realizzare un monumento dedicato a George Palmer che oggi si trova al centro del Palmer Park e che venne realizzato dallo scultore George Blackall Simonds. La statua era originariamente posta al centro di Broad Street a Reading. Venne inaugurata nel 1891, nello stesso giorno dell'apertura del Palmer Park. In quello stesso anno, a Palmer venne data la cittadinanza onoraria di Reading, mentre declinò la concessione del titolo di baronetto. La statua venne spostata negli anni '30 del Novecento nella collocazione attuale per problematiche di traffico.

## Onorificenze

### Cittadinanze onorarie
- Cittadino onorario di Reading